# Герб князей Острожских

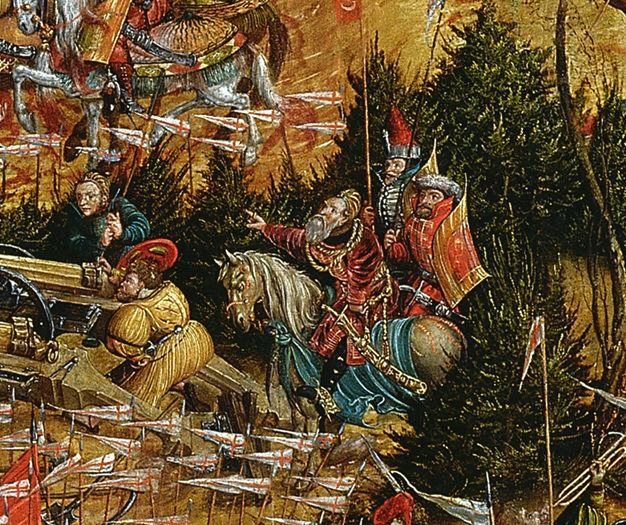
Константин Острожский в битве под Оршей. Картина XVI века неизвестного художника.

Герб князей Острожских — герб западнорусского княжеского рода, возводившего своё происхождение к киевскому князю Святополку Изяславичу, то есть к турово-пинской ветви Рюриковичей. Точная связь рода с Рюриковичами, однако, не установлена. Центр владений рода — Острожский замок в городе Острог, входившем в некогда великое Галицко-Волынское княжество. Представители рода в XIV—XVII в. занимали высокие государственные должности в Великом княжестве Литовском, а затем Речи Посполитой, владели огромными поместьями на территории нынешних Украины и Белоруссии. Герб князей Острожских также использовали в качестве родового князья Заславские.

## Описание герба
В поле червлёном над полумесяцем золотым рогами вверх обращённом, золотая звезда о шести лучах. Над звездою той, половина серебряного кольца, положенного наподобие радуги, из которого выходит острога серебряная остриём вверх обращённая. Щит увенчан княжеской митрой, подбитой мантией горностаевой.
Герб состоит из сочетания гербов Лелива и Огоньчик.

## Дворянские роды, носящие герб
Острожские, Заславские